# Sierd van der Berg
Sierd van der Berg (Hallum, 25 november 1968) is een ervaren goalkeepercoach die bij diverse voetbalclubs in het binnen en buitenland heeft gewerkt. Tevens is hij jarenlang verantwoordelijk geweest voor de begeleiding van de Jong Oranje keepers. Voor zijn carrière als coach is Van der Berg profvoetballer bij SC Cambuur-Leeuwarden geweest.
Naast zijn activiteiten als goalkeepercoach heeft hij zijn eigen keepersacademy. 
In november 2013 werd acute leukemie bij hem geconstateerd.

## Statistieken
| Seizoen | Club               | Competitie                 | Wedstrijden | Doelpunten |
| ------- | ------------------ | -------------------------- | ----------- | ---------- |
| 1988/89 | SC Cambuur         | Eerste divisie             | 0           | 0          |
| 1989/90 | SC Cambuur         | Eerste divisie             | 0           | 0          |
| 1990/91 | FVC (ama)          | Hoofdklasse Zondagamateurs | 34          | 0          |
| 1991/92 | Cambuur Leeuwarden | Eerste divisie             | 0           | 0          |
| 1992/93 | Cambuur Leeuwarden | Eredivisie                 | 0           | 0          |
| 1993/94 | Cambuur Leeuwarden | Eredivisie                 | 0           | 0          |
| 1994/95 | Cambuur Leeuwarden | Eerste divisie             | 0           | 0          |
| 1995/96 | Cambuur Leeuwarden | Eerste divisie             | 1           | 0          |
| 1996/97 | Cambuur Leeuwarden | Eerste divisie             | 0           | 0          |
| 1997/98 | Cambuur Leeuwarden | Eerste divisie             | 0           | 0          |
| Totaal  | Totaal             | Totaal                     | 35          | 0          |